# COIMA
COIMA est une société immobilière italienne basée à Milan spécialisée dans l'investissement, le développement et la gestion de patrimoines immobiliers pour le compte d'investisseurs institutionnels. La société a développé et gère, au sein de son portefeuille, plusieurs gratte-ciels de Milan, dont la tour Unicredit, le plus haut gratte-ciel d'Italie.

## Histoire

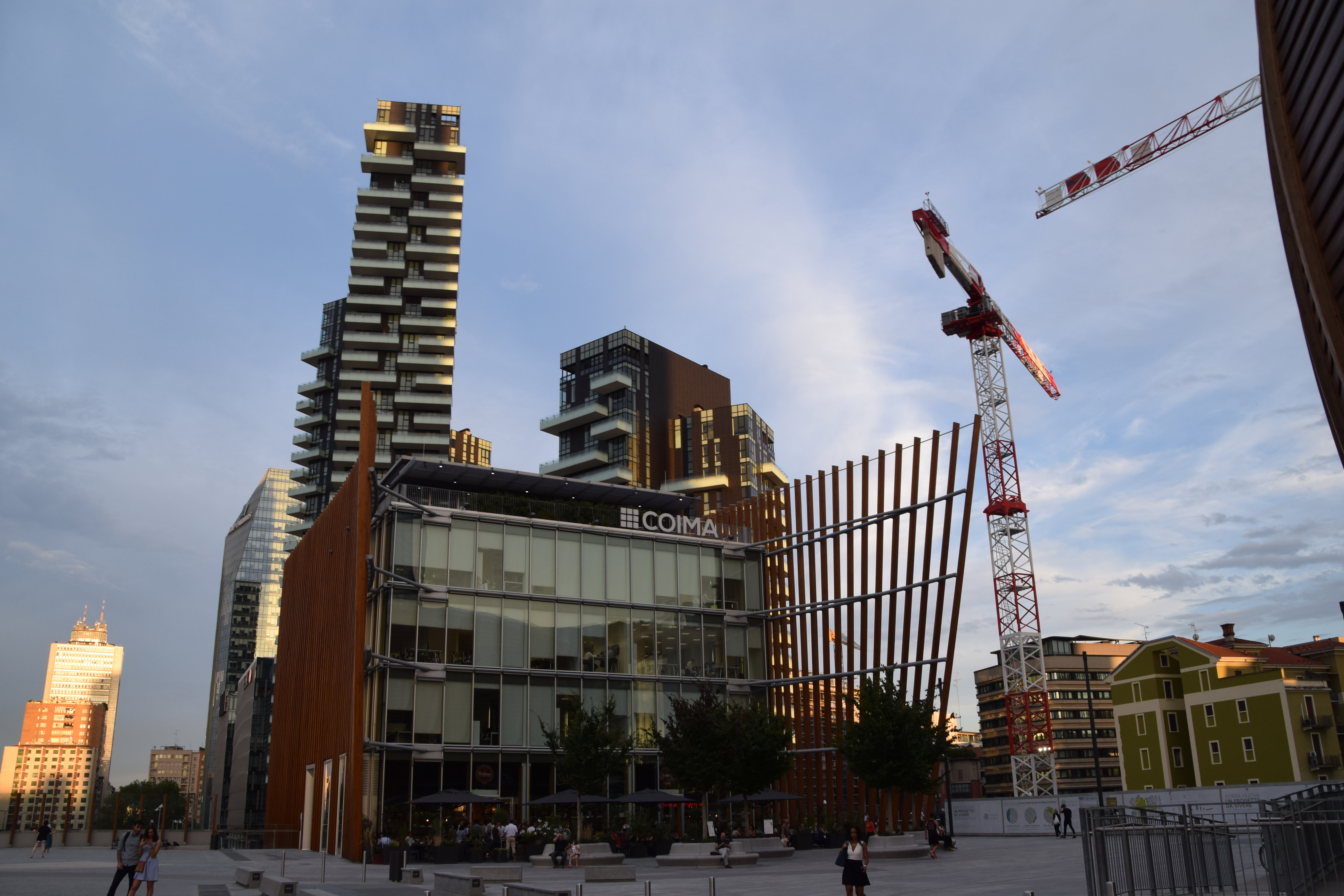
Le siège de COIMA, à Milan

Les origines du groupe remontent à 1974, lorsqu'il est fondé par la famille Catella,.
À la fin des années 1990, l'entreprise commence des collaborations avec Hines, qui culminent avec le lancement du projet Porta Nuova, pour lequel COIMA initialement agit en tant que co-investisseur, co-développeur et gestionnaire immobilier. En 2007, Catella et Hines créent une société de gestion, qui est ensuite acquise par Catella en 2015 et renommée COIMA SGR,. L'année suivante, COIMA lance sa première société d'investissement immobilier cotée,,.
En 2021, le groupe est réorganisé avec la création d'une structure de holding.
En 2022, Porta Nuova devient le premier quartier au monde à obtenir la double certification de durabilité LEED et WELL,.

## Biens notables
- Porta Nuova, à Milan. Il comprend des bâtiments emblématiques tels que la tour UniCredit et la tour Diamante, qui ont été développés dans le cadre d'un grand projet de régénération urbaine transformant une ancienne zone industrielle en un quartier moderne et durable.
- Tour Gioia 22, à Milan
- Tour Servizi Tecnici Comunali, à Milan
- I Portali, à Milan
- Feltrinelli Porta Volta, à Milan
- Corso Como Place, à Milan
- Scalo Romana, à Milan. Il inclut le village olympique de Milan.
- Grand Hôtel des Bains, à Venise